# Alytus
Alytus är en stad i södra Litauen cirka 50 kilometer från den polska och den belarusiska gränsen. Staden är vänort med svenska Botkyrka kommun. Den har en flygplats.

## Sport
- DFK Dainava Alytus, fotbollsklubb (sedan 2016).[1]
- Alytaus miesto centrinis stadionas, eller Centralstadion.[2][3]